# Trichofagie
Trichofagie is het dwangmatig eten van haar. Het is afgeleid van de Oudgriekse woorden θρίξ, thrix “haar” en φαγεῖν, phagein “eten”.
Meestal wordt op lang haar gekauwd terwijl dat nog aan het hoofd vastzit, wat vervolgens wordt doorgeslikt. Het haar kan zich in het maag-darmkanaal ophopen en symptomen als indigestie en maagpijn veroorzaken. Een braakmiddel kan dan eventueel toegediend worden om de bezoar (haarbal) naar buiten te laten komen. Als dit niet lukt is een operatie noodzakelijk.
In november 2007 werd gemeld dat chirurgen een haarbal van 4½ kilogram hadden verwijderd uit de maag van een Amerikaanse vrouw van 18 jaar uit Chicago die leed aan trichofagie.